# Grintovec (gmina Koper)
Grintovec – wieś w Słowenii, w gminie miejskiej Koper. 1 stycznia 2018 liczyła 118 mieszkańców.